# Lopburi City FC
Der Lopburi City Football Club (thailändisch สโมสรฟุตบอลจังหวัดลพบุรี) ist ein thailändischer Fußballverein aus Lopburi, der in der Thai League 3 (Central Region), der dritthöchsten thailändischen Spielklasse spielt.

## Erfolge
- Thailand Provincial League: 2007
- FA Cup: 1984
- Thai League 3 – Central: 2024/25 (2. Platz)

## Stadion
Seine Heimspiele trägt der Verein im Lopburi Stadium in Lopburi aus. Das Stadion hat ein Fassungsvermögen von 5334 Personen.

## Saisonplatzierung
| Saison          | Liga                                      | Liga            | Liga            | Liga            | Liga            | Liga            | Liga            | Liga            | Liga            | Pokal               | Pokal                  | Pokal         |
| Saison          | Liga                                      | Level           | Spiele          | S               | U               | N               | Tore            | Punkte          | Position        | FA Cup              | League Cup             | T3 Cup        |
| Lopburi FC      | Lopburi FC                                | Lopburi FC      | Lopburi FC      | Lopburi FC      | Lopburi FC      | Lopburi FC      | Lopburi FC      | Lopburi FC      | Lopburi FC      | Lopburi FC          | Lopburi FC             | Lopburi FC    |
| --------------- | ----------------------------------------- | --------------- | --------------- | --------------- | --------------- | --------------- | --------------- | --------------- | --------------- | ------------------- | ---------------------- | ------------- |
| 2007            | Thailand Provincial League                |                 |                 |                 |                 |                 |                 |                 | 1. ▲            |                     |                        |               |
| 2008            | Regional League Division 2 – Group B      | 3               | 20              | 8               | 5               | 7               | 23:20           | 29              | 5.              |                     |                        |               |
| 2009            | Regional League Division 2 – Central/East | 3               | 22              | 9               | 6               | 7               | 31:25           | 33              | 5.              |                     |                        |               |
| 2010            | Regional League Division 2 – Central/East | 3               | 30              | 15              | 10              | 5               | 56:32           | 55              | 4.              |                     |                        |               |
| 2011            | Regional League Division 2 – Central/East | 3               | 30              | 13              | 12              | 5               | 47:31           | 51              | 6.              |                     |                        |               |
| 2012            | Regional League Division 2 – Central/East | 3               | 34              | 11              | 11              | 12              | 40:39           | 44              | 10.             |                     |                        |               |
| 2013 bis 2014   | keine Teilnahme                           | keine Teilnahme | keine Teilnahme | keine Teilnahme | keine Teilnahme | keine Teilnahme | keine Teilnahme | keine Teilnahme | keine Teilnahme | keine Teilnahme     | keine Teilnahme        |               |
| 2015            | Regional League Division 2 – North        | 3               | 26              | 9               | 9               | 8               | 39:35           | 36              | 7.              |                     | 2. Qualifikationsrunde |               |
| 2016 bis 2021   | keine Teilnahme                           | keine Teilnahme | keine Teilnahme | keine Teilnahme | keine Teilnahme | keine Teilnahme | keine Teilnahme | keine Teilnahme | keine Teilnahme | keine Teilnahme     | keine Teilnahme        |               |
| Lopburi City FC |                                           |                 |                 |                 |                 |                 |                 |                 |                 |                     |                        |               |
| 2022            | Thailand Amateur League                   | 4               |                 |                 |                 |                 |                 |                 | 2. ▲            |                     |                        |               |
| 2022/23         | Thai League 3 – West                      | 3               | 22              | 4               | 4               | 14              | 25:39           | 16              | 11.             |                     | 1. Runde               |               |
| 2023/24         | Thai League 3 – West                      | 3               | 20              | 10              | 4               | 6               | 35:16           | 34              | 5.              | Qualifikationsrunde | 1. Qualifikationsrunde | Halbfinale    |
| 2024/25         | Thai League 3 – Central                   | 3               | 20              | 12              | 5               | 3               | 41:21           | 41              | 2.              | 2. Runde            | 2. Qualifikationsrunde | Viertelfinale |

## Aktueller Kader
Stand: 1. Februar 2025
| Nr. |          | Position | Name                    |
| --- | -------- | -------- | ----------------------- |
| 3   | Thailand | MF       | Nonthawat Klinchampasri |
| 4   | Thailand | AB       | Kritsana Jamniankarn    |
| 5   | Thailand | AB       | Rachan Prasitthong      |
| 6   | Thailand | MF       | Pokklao Meesati         |
| 7   | Thailand | MF       | Noppakhun Yingbamrung   |
| 8   | Thailand | MF       | Witthawat Prasom        |
| 9   | Thailand | MF       | Arnont Pumsiri          |
| 10  | Thailand | MF       | Kitsarin Chinasri       |
| 11  | Thailand | ST       | Kitti Kinnonkok         |
| 13  | Kamerun  | ST       | Alex Mermoz             |
| 14  | Thailand | MF       | Teeramate Sappasomboon  |
| 15  | Thailand | AB       | Suparchok Muanmanat     |
| 17  | Thailand | AB       | Apiwich Phulek          |

| Nr. |           | Position | Name                   |
| --- | --------- | -------- | ---------------------- |
| 18  | Thailand  | MF       | Jiraaut Wingwon        |
| 19  | Thailand  | AB       | Teerapat Sangwong      |
| 20  | Brasilien | ST       | Lucas Massaro          |
| 24  | Thailand  | AB       | Atthaphon Pannakhen    |
| 25  | Thailand  | TW       | Romran A-Lawan         |
| 27  | Thailand  | TW       | Anusorn Chansod        |
| 44  | Thailand  | AB       | Apisit Samurmuen       |
| 84  | Brasilien | ST       | Théo                   |
| 88  | Thailand  | MF       | Visitsak Chatree       |
| 95  | Thailand  | TW       | Siraset Aekprathumchai |
| 99  | Thailand  | AB       | Suksan Mungpao         |

## Trainer
| Trainer             | von              | bis              |
| ------------------- | ---------------- | ---------------- |
| Nirut Surasiang     | 2. Mai 2024      | 30. Oktober 2024 |
| Panithan Munprathes | 31. Oktober 2024 |                  |